# Iñigo Martínez
Iñigo Martínez Berridi, född 17 maj 1991 i Ondarroa, Spanien, är en spansk fotbollsspelare som spelar som mittback för den spanska klubben FC Barcelona. Han representerar även Spaniens landslag.

## Klubbkarriär

### Athletic Bilbao
Den 30 januari 2018 värvades Martínez av Athletic Bilbao, där han skrev på ett kontrakt till sommaren 2023.

### FC Barcelona
Den 5 juli 2023 värvades Martínez av FC Barcelona, där han skrev på ett tvåårskontrakt.